# Two-minute warning
El Two-minute warning, (literalmente Aviso de los dos minutos) conocido en el lenguaje del fútbol americano como Pausa de los dos minutos en español, es el término que se le da en la NFL a la pausa obligatoria del reloj cuando este llega en cuenta regresiva al minuto 2 del segundo y cuarto periodo (es decir, a dos minutos del final de cada mitad del juego).
Si el reloj llegara a los dos minutos mientras una jugada aún está en desarrollo entonces este se detendrá cuando esa jugada concluya.
- Datos: Q7858734